# Essentielle Hypertonie
Der essentielle Bluthochdruck oder die essentielle arterielle Hypertonie (auch primäre Hypertonie und genuine Hypertonie genannt) stellt eines der vielfältigen funktionellen Syndrome dar, die dadurch charakterisiert sind, dass trotz umfassender Diagnostik im Sinne der Ausschlussdiagnose hier zunächst kein anatomisch oder endokrinologisch relevanter Organbefund (ätiologisch) zu erheben ist. Daraus wird gefolgert, dass keine durch körperliche Befunde verursachte Primärerkrankung zugrunde liegt.(a) Der essentielle Bluthochdruck ist also der, für den der Arzt keine Erklärung hat. Damit wird definitionsgemäß die erste Gruppe der arteriellen Hypertonie, die primäre Hypertonie nach der ätiologischen Krankheitseinteilung vorausgesetzt. – Die essentielle Hypertonie, ein Begriff, den der Breslauer Arzt Erich Frank 1911 für die arterielle Blutdrucksteigerung unbekannter Ursache eingeführt hatte, zählt zu den 7 klassischen Psychosomatosen (Holy Seven).(b)
Werden körperliche Befunde ohne sichere pathogenetische Verursachung gefunden oder vermutet wie etwa genetische Faktoren, so ist zu verweisen auf → Arterielle Hypertonie, Abschnitt Primäre Hypertonie.

## Symptomatik
Zunächst ist das einzige Symptom der erhöhte Blutdruck. Eher körperlich empfundene und objektivierbare Symptome sind von eher psychisch bedingten Symptomen zu unterscheiden. Unter den körperlichen Symptomen wurde im Jahr 2004 erhöhter Blutdruck bei Menschen schon ab Blutdruckwerten von 120 / 80 mmHg angenommen. Werte bis 130 / 85 mmHg werden bereits als hochnormal angesehen.(a) Nach Empfehlungen der WHO aus dem Jahr 2003 ist eine Hypertonie anzunehmen, wenn Werte von mindestens systolisch 140 mmHg und diastolisch 90 mmHg bei mehrfachen Messungen über längere Zeit erreicht werden.(c) Nur zum Teil treten bei den subjektiv beschwerdefreien Betroffenen auch Kopfschmerzen, Ohrensausen und rote Gesichtsfarbe oder Nasenbluten auf. Dies ist der Grund, warum zwei Drittel aller an hohem Blutdruck leidenden Erwachsenen im deutschsprachigen Raum von ihrer Erkrankung nichts wissen oder nicht ausreichend behandelt werden.(b) Weitere weniger häufige Symptome sind Angina pectoris, verstärktes Herzklopfen, Belastungsdyspnoe und Ruhedyspnoe. Jugendliche klagen häufig über funktionelle Beschwerden wie Schwitzen, Frieren, kalte Hände und Füße, Schlafstörungen sowie unbestimmte Druck- und Schmerzgefühle in der Herzgegend. An psychischen Symptomen ist oft eine leichte Erregbarkeit feststellbar, siehe Kap. Psychodynamik.(d)

## Epidemiologie und Risikofaktoren
Die Bedeutung der essentiellen Hypertonie kann epidemiologisch daran gemessen werden, dass über 90 % aller Fälle mit Bluthochdruck als essentielle Hypertonien zu bezeichnen sind. In Deutschland gibt es 20 Millionen Menschen, die an Bluthochdruck leiden. Er stellt einen der wichtigsten Risikofaktoren für Arteriosklerose, Herzinfarkt und Schlaganfall dar. Heute sterben in den westlichen Industrienationen mehr Menschen an Herzinfarkt und Schlaganfall als an allen Krebsarten und AIDS zusammen.(c)
Die Ursache für essentielle Hypertonie wird in einer Kombination aus den Faktoren genetische Vorbelastung (in 60 % der Fälle wird eine essentielle Hypertonie vererbt), Kochsalzsensitivität (d. h. bereits bei normalem Kochsalzkonsum wird eine Hypertonie entwickelt), falscher Ernährung (insbesondere Adipositas) und Hyperaktivität des Sympathikus (z. B. bei chronischem Stress) gesehen.
Die Bedeutung psychosomatischer Erkrankungen für Bluthochdruck ist komplex und wird bis heute beforscht. So wurde ein positiver Zusammenhang von Bluthochdruck und Angsterkrankungen gefunden. Für Depressionen gibt es widersprüchliche Befunde, aber eine Meta-Analyse ergab 2012 eine Erhöhung der Inzidenzrate von Bluthochdruck unter Depressionspatienten.
Ein zusätzliches Risiko für einige Folgeerkrankungen besteht, wenn der essentielle Bluthochdruck nicht mit einem nächtlichen Blutdruckabfall um 10–20 % verbunden ist (Non-Dipping).

## Psychotherapie
Bereits in der Mitte des 20. Jahrhunderts wurden psychosomatische Auswirkungen auf den Blutdruck untersucht (vgl. Franz Alexanders Holy Seven 1950), mit Bestrebungen, den Blutdruck durch Psychotherapie zu beeinflussen. Verschiedene Studien haben seither Blutdrucksenkungen durch Psychotherapie gefunden, in einer kasachischen Studie von 2014 wurde Psychotherapie bei Bluthochdruck sogar als ökonomisch vorteilhaft beurteilt.
Zwei Hauptgründe für die Wirksamkeit von Psychotherapie werden genannt: Da Ängste bzw. Angsterkrankungen Studien zufolge (siehe oben) den Blutdruck erhöhen, sollte Psychotherapie ihn senken können, soweit sie – sogar einfach durch stützende Verfahren – die Ängste verringert. Zum anderen argumentieren Psychoanalytiker wie Franz Alexander, Carl Binger oder Helen Flanders Dunbar, Menschen mit Bluthochdruck könnten mit aggressiven und feindseligen Impulsen nicht umgehen; nach dieser Lehrmeinung können psychodynamische Therapien Bluthochdruckpatienten bei der Bearbeitung der entsprechenden Konflikte unterstützen und darüber eine Blutdrucksenkung erreichen.

## Psychodynamik
Die Psychodynamik der funktionellen Entstehungsbedingungen ist von Franz Alexander untersucht worden, der sich ausführlich mit vegetativen Krankheitsursachen befasst hat und den Begriff der vegetativen Neurose geprägt hat. Nach ihm sind folgende Faktoren bedeutsam:
- Abwehr von Abhängigkeitswünschen
- Vermeidung einer inneren aggressiven Handlungsbereitschaft nach außen hin bei leichter Erregbarkeit
- der innere Konflikt zwischen ambivalenten Beziehungstendenzen (Problem der sogenannten Pseudounabhängigkeit)

Hypertoniker werden in ihrer Persönlichkeit als leistungsbetont, pflichtbewusst und gesellschaftlich überangepasst beschrieben mit hohem Anspruchsniveau an sich selbst. Entwicklungspsychologisch sind Beziehungen zur analen Phase hergestellt worden. Essentielle Hypertonie wird von der Psychosomatik in die Gruppe der Organkrankheiten mit psychosozialer Komponente eingereiht (Bereitstellungskrankheit).(e) Experimentelle Untersuchungen belegen die Bedeutung emotioneller Faktoren bei fixiertem essentiellem Hochdruck.
Nach psychodynamischer Lehrmeinung ist eine Psychotherapie bei entsprechendem Konfliktbewusstsein angezeigt, ggf. in Kombination mit antihypertensiver Medikation.